# Phasia basalis
Phasia basalis là một loài ruồi trong họ Tachinidae.